# 대마와 종교

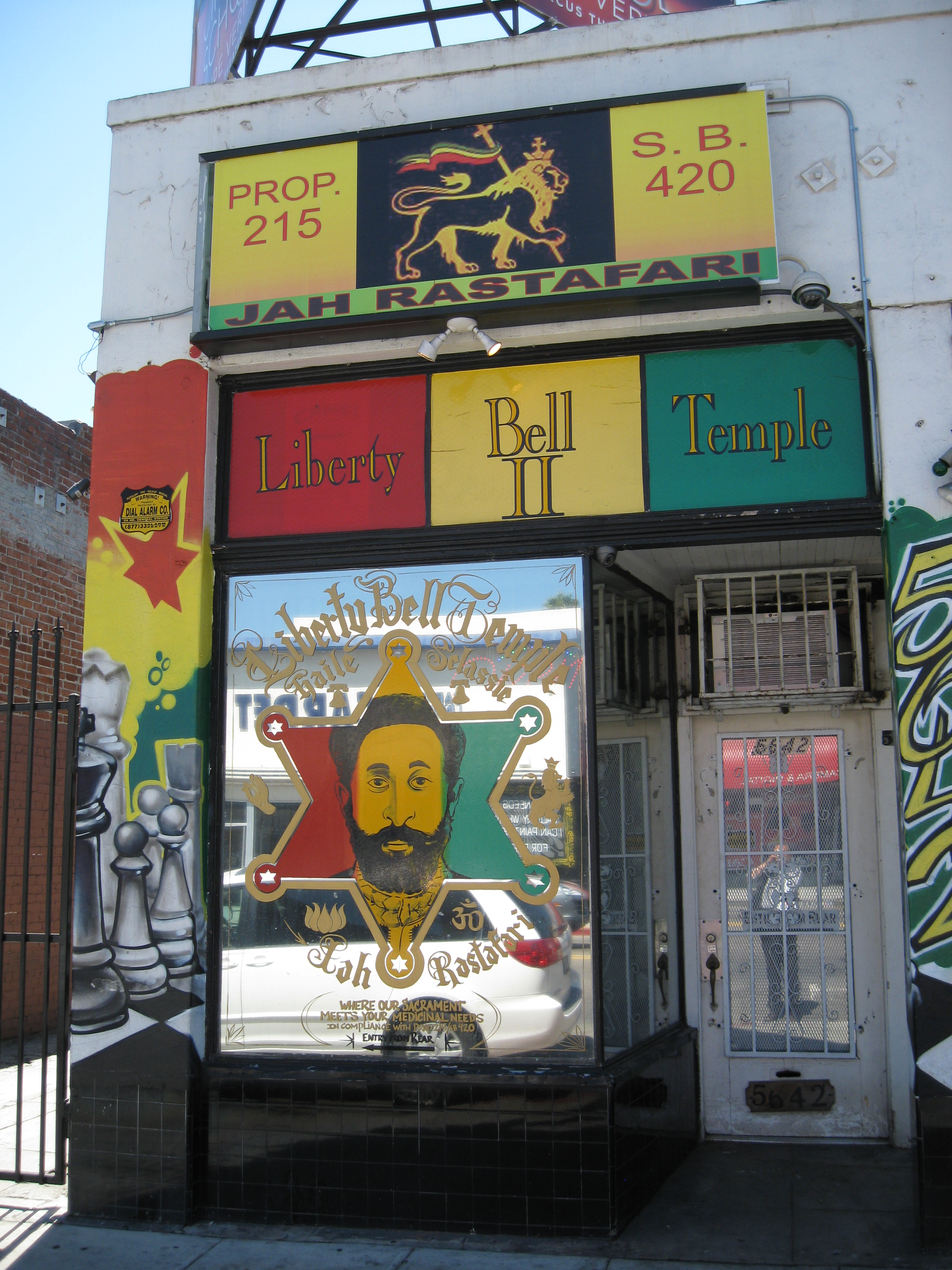
캘리포니아의 라스타파리 교회, 리버티 벨 템플 II

종교마다 대마초 사용에 대한 입장은 역사적으로나 현재에도 다양하다. 고대 역사에서 일부 종교에서는 대마초를 강장제로 사용했으며, 특히 인도 아대륙에서는 그 전통이 더 엄격하게 이어지고 있다.
현대에 라스타파리족은 대마초를 신성한 약초로 여긴다. 한편 불교, 바하이교, 후기 성도(몰몬교) 등 중독 물질을 금지하는 종교에서는 의사의 처방이 있는 경우를 제외하고는 사용을 금지하고 있으며, 다른 종교에서는 신도들의 대마초 사용을 반대하거나 대마초 법의 자유화에 반대하는 경우도 있다. 일부 개신교 및 유대교 분파, 특정 이슬람 학교(마드하브) 오와 같은 그룹은 약용 대마초 사용을 지지하고 있다.

## 역사적 종교들
고대 인도에서 인도 대륙에서 대마초의 신성한 지위에 관한 가장 오래된 기록은 기원전 2000~1400년경에 쓰인 것으로 추정되는 아타르바 베다에서 나온 것으로, 대마초를 “우리를 불안에서 해방시키는 다섯 가지 신성한 식물” 중 하나로 언급하며 잎에 수호천사가 존재한다고 기록되어 있다. 또한 베다에서는 대마초를 “행복의 원천”, “기쁨을 주는 식물”, “해방자”로 언급하고 있으며, 라자 발라바에서는 신들이 인간에게 대마를 보내 기쁨을 얻고 두려움을 없애며 성욕을 갖도록 하는데, 가장 자주 '방의 신'으로 알려진 시바 신이 대마초를 보낸다고 한다.
고대 이집트에는 대마의 의약적 사용에 대한 기록이 남아 있다. 기원전 1500년에 쓰인 에버스 파피루스에는 질 염증을 치료하기 위해 대마씨 에서 추출한 오일을 사용한다고 언급되어 있다. 19세기 왕조에서 67년간 통치한 람세스 2세의 무덤에서 대마초 꽃가루가 발견되었고, 여러 미라에서 미량의 칸나비노이드가 검출되었다.
아시리아, 이집트, 히브리 등 중동의 셈족 문화권에서는 대부분 아리안 문화권에서 대마초를 도입하여 기원전 1000년 전부터 대마초를 향으로 태워왔다. 대마초 오일은 예수 탄생 전후 수세기 동안 중동 전역에서 사용되었을 가능성이 높다.
대마초는 샤머니즘과 이교 문화권에서 부족이나 사회와 관련된 심오한 종교적, 철학적 주제를 숙고하고, 일종의 깨달음을 얻고, 인간의 마음과 잠재의식의 미지의 사실과 영역을 밝히는 데 사용되었으며, 의식이나 난교에서 최음제로도 사용되어 왔다. 그리스 신화에는 고뇌와 슬픔을 없애주는 강력한 약에 대한 언급이 여러 차례 나온다. 헤로도토스는 기원전 5세기에서 2세기 사이에 일어난 것으로 추정되는 스키타이인들의 초기 의식 관습에 대해 썼다.
또한 헤로도토스에 따르면 다키아인과 스키타이인들은 밀폐된 공간에서 불을 피우고 대마초 씨앗을 태워 그 연기를 흡입하는 전통이 있었다고 한다.
고대 게르만 이교에서 대마초는 아마도 북유럽의 사랑의 여신 프레이야와 관련이 있었을 것이다. 언어학은 게르만 민족이 선사 시대부터 대마초를 사용했다는 증거를 제공한다: 대마라는 단어는 고대 게르만조어 *하나피즈에서 유래한 고대 영어 헤넵에서 유래했다. 하나피즈는 그 기원을 알 수 없지만, 일부 학자들은 스키타이어에서 유래한 재구성되지 않은 차용어라고 보고 있다. 대마초의 어원이 되는 그리스어 κάνναβις 역시 같은 스키타이어에서 유래한 외래어라고 생각된다. 하나피즈는 외래어이지만, 원시 인도유럽어의 이니셜 *k-가 게르만어에서 *h-가 되는 그림의 법칙의 영향을 받을 만큼 일찍 차용되었다. k→h의 변화는 기원전 500년경 원시 인도-유럽어에서 공통 게르만어가 분리된 시점보다 늦지 않은 시기에 게르만어 모어에 차용된 단어였음을 나타낸다.

## 바하이 신앙
바하이 신앙에서는 의학적 처방이 아닌 알코올 및 기타 약물을 중독에 사용하는 것은 금지되어 있다. (바하이 법 참조). 그러나 바하이의 실천은 그러한 법이 “재치와 지혜”로 적용되어야 한다는 것이다. 담배 사용은 개인의 결정이며, 아직은 강력히 반대하지만 명시적으로 금지되어 있지는 않는다. 바하이 당국은 종교의 초기 단계부터 '압둘-바하'의 글을 통해 중독성 약물을 반대해 왔다:
해시시에 관해서는 일부 페르시아인들이 그 사용에 습관화되어 있다고 지적하셨는다. 은혜로우신 하나님! 이것은 모든 중독제 중에서 최악이며 그 금지는 명시 적으로 드러난다. 그것의 사용은 생각의 붕괴와 영혼의 완전한 혼돈을 초래한다. 어떻게 지옥의 나무 열매를 따먹음으로써 괴물의 자질을 본받도록 이끌 수 있습니까? 이 금단의 약을 어떻게 사용하여 전 자비로운 자의 축복을 박탈 할 수 있습니까? 술은 정신을 소모하고 인간으로 하여금 부조리한 행위를 저지르게 하지만, 이 아편과 지옥 나무의 더러운 열매와 사악한 해시시는 정신을 소멸시키고 영혼을 얼리고 영혼을 석화시키고 육체를 낭비하며 사람을 좌절하고 길을 잃게 만든다.

특히 마리화나와 관련하여, 세계 정의원은 독자들에게 '압둘-바하'가 쓴 위의 구절을 고려하도록 지시하고 다음과 같이 덧붙인다:
우리는 바하이의 글에서 마리화나에 대한 직접적인 언급을 찾지 못했지만,이 물질은 해시시를 생산하는 데 사용되는 종인 대마초의 온화한 형태로 간주되는 것에서 파생 되었기 때문에...

이후, 유니버설 하원은 의사의 처방에 따라 의료용 마리화나 사용을 구체적으로 허용했다. 이 허용은 정부 기관의 법률 및 의료 전문 지식에 따라 엄격하게 결정된다:
바하이교도들은 민법과 바하이교 법의 규정을 모두 준수해야 한다. 바하이교의 입장은 마리화나와 같은 물질이 의학적 목적으로 처방된 경우에만 신자가 사용할 수 있다는 것이다. 그러나 바하이교도는 민법 요건도 충족해야 한다. 귀하의 서신에 따르면 마리화나 사용은 [귀하의 주]에서 어떤 목적이든 불법이며, 이 경우 바하이교도가 의학적 필요를 충족하기 위해 마리화나를 사용하는 것은 허용되지 않는다.

## 불교
불교에서 제5계는 흔히 “술과 약물에 취해 무분별하게 행동하는 것을 삼가라”는 의미로 해석되지만, 일부 직역에서는 제5계가 구체적으로 술을 가리키는 것으로 해석되기도 한다. 대마초 및 기타 향정신성 식물은 마하카알라 탄트라에서 의약 목적으로 특별히 규정되어 있다.
마약, 특히 대마초와 같은 천연 또는 약초에 대한 견해는 다양한 불교 종파 간에 매우 다양하며, 이는 상좌부 불교, 대승 불교, 금강승 불교로 요약할 수 있는 다양한 불교 종파에 따라 매우 다양하다. 상좌부 전통은 재가자를 위한 제5계율을 문자 그대로 “나는 발효 음료를 금할 것을 맹세한다”(팔리어:Surāmerayamajjapamādaṭṭhānā veramaṇī sikkhāpadaṃ samādiyāmi )라는 문구대로 더 진지하게 지키며 다른 불교 전통보다 일반적으로 알코올과 마약에 대한 반대가 더 강한 경향이 있다. 대승불교에서는 (특히 대승) 보살계가 상좌부 불교와 공통점을 공유하지만 덜 강조하는 비나야 계율(또는 프라티목샤 서원)보다 우선한다.
보살 윤리 강령의 핵심은 자신과 타인에게 유익한 것은 무엇이든 채택해야 하고, 자신과 타인에게 해로운 것은 피해야 한다는 것이다. 이것은 대마초에 대한 의학적 해석의 여지를 더 많이 남긴다. 바즈라야나 불교는 대마초 사용에 가장 개방적인 불교로, 특히 바즈라야나 계율은 수행자에게 "정청견(淨聽見)"을 계발하도록 촉구하는데, 이는 모든 것의 진정한 본질인 슈냐타(śūnyatā)를 봄으로써 그 순수한 본질을 추출하는 것으로 , 여기에는 일반적으로 더럽혀진 것으로 여겨지는 성(性) 과 일부 탄트라 불교 경전에 언급된 대마초를 포함한 약물도 포함된다. 또한 일부 천연 향정신성 약물을 포함한 약초는 탄트라 불교, 특히 티베트 불교의 바즈라야나 전통과 깊은 관련이 있다. 바즈라야 전통에서도 비나야 계율과 보살 계율을 유지하지만, 바즈라야 교리를 반영하는 탄트라 계율 또는 사마야가 가장 중요하게 여겨진다.
따라서 소승 불교에서는 대마초를 대부분 권장하지 않고, 대승 불교에서는 대마초를 일부 상황에서 다소 권장하지 않으며, 상좌부 불교에서는 대마초를 약간만 권장하거나 심지어 일부 상황에서는 권장하는 것으로 보인다.
또한 서구에서는 1950년대부터 1970년대까지 비트족과 히피족으로 인해 불교가 환각제 및 향정신성 약물과 강한 연관성을 가지고 있다. 불교는 일반적으로 이러한 약물을 명시적으로 권장하지는 않지만, 불교 경전에서는 일반적으로 알코올을 제외한 다른 약물에 대해서는 특별히 반대하는 내용이 거의 없다.
일반적으로 달라이 라마를 포함한 대부분의 불교도들은 의료용 마리화나와 특정 신체적, 정신적 질환을 치료하는 데 마리화나를 사용하는 개념을 받아들이고 있다.

## 기독교
2021년 Pew Research Center 여론 조사에 따르면 비종교인이 기독교인보다 의료용 대마초의 건강상의 이점을 훨씬 더 많이 받아들이는 것으로 나타났다.

### 천주교
프란치스코 교황은 가톨릭 교회의 지도자로 취임하기 전에 기호용 대마초를 반대하는 발언을 한 적이 있다. 그는 2013년 부에노스아이레스에서 다음과 같이 말했다: “마약 중독의 확산과 영향력 감소는 마약 사용의 자유화로는 달성할 수 없다.” 가톨릭 교회 교리서에는 “약물 사용은 건강과 생명에 매우 심각한 피해를 입힌다.”라고 명시되어 있다. 엄격한 치료 목적이 아닌 한 마약 사용은 중대한 범죄이다."라고 명시하고 있다.

### 정설
그루지야 정교회는 조지아에서 대마초 합법화에 반대해 왔다.

### 개신교
아칸소 침례교 주의회는 2016년에 의료용 마리화나를 금지하기로 결정했다. 2016년 플로리다 침례교 총회의 전무이사 토미 그린은 플로리다에서 의료용 마리화나 합법화를 확대한 플로리다 수정안 2(2016)에 반대하도록 교회가 투표하도록 장려해야 한다고 말했다. 벨리즈 전국복음주의협회는 2017년 벨리즈의 대마초 비범죄화에 반대했다.
미국 하나님의 성회와 다른 오순절 및 성결 교회는 역사적으로 모든 술, 담배, 마약의 금욕을 옹호해 왔다. 이러한 견해를 지지하는 사람들은 일반적으로 자신의 몸을 존중하고 음주를 금지하는 성경 구절을 인용한다.
미국 장로교회, 연합감리교회, 연합 그리스도 교회, 성공회 등 다른 개신교 교회에서도 의료용 마리화나의 합법성을 지지하고 있다.

### 예수 그리스도 후기 성도 교회
예수 그리스도 후기 성도 교회에서는 지혜의 말씀 책에 명시된 바와 같이 취하게 하는 물질에 대한 일반적인 금지 규정이 있다. 1915년 8월, 후기 성도 교회는 회원들의 대마초 사용을 금지했다. 2016년, 교회 제일회장단은 회원들에게 레크리에이션용 대마초 사용의 합법화에 반대할 것을 촉구했다. 후기성도 교회는 “유타주의 비향정신성 의료용 마리화나(SB 89)에 대해 이의를 제기하지 않았다”고 밝혔다.

## 힌두교
힌두교 축제인 홀리와 마하 시브라트리 기간 동안 사람들은 대마초 꽃이 들어 있는 방을 섭취한다. 한 설명에 따르면, 사무드라 만탄에 묘사된 대로 데바와 아수라가 바다를 휘저어 암리타(생명의 영약)를 만들었을 때 시바는 자신의 몸에서 대마초를 만들어 영약을 정화했다고 한다(따라서 대마초는 앙가자 또는 “몸에서 태어난”이라는 별칭이 붙었다). 또 다른 기록에 따르면 대마초 식물은 엘릭서 한 방울이 땅에 떨어졌을 때 싹을 틔웠다고 한다. 따라서 대마초는 엘릭서 및 시바와의 연관성 때문에 현자들이 사용한다.

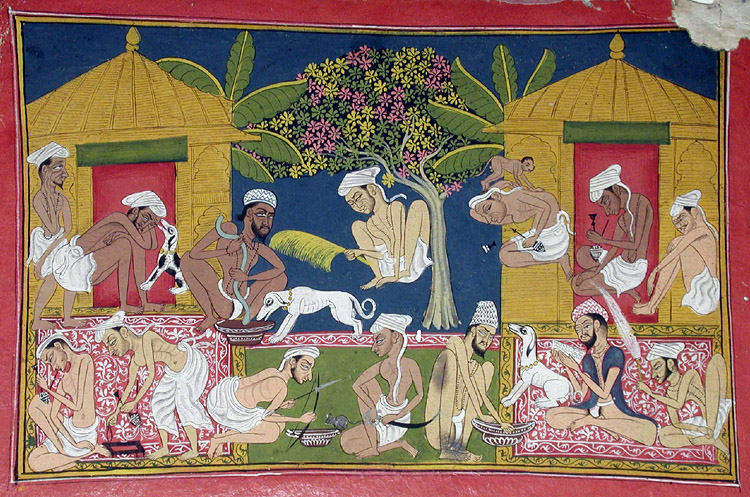
1790년경 인도의 방 먹는 사람들. 방은 인도 아대륙에 서식하는 대마초의 식용 제제이다. 기원전 1000년 전부터 고대 인도의 힌두교도들이 음식과 음료에 사용했다.

힌두교에서는 종교 의식에 따라 대마초가 들어 있는 방을 현명하게 마시면 죄를 씻고 시바와 하나가 되며 내세에서 지옥의 불행을 피할 수 있다고 믿는다. 또한 대마초는 의학적 효능이 있는 것으로 여겨져 아유르베다 의학에서 사용되기도 한다. 반대로, 의식없이 어리석은 방을 마시는 것은 죄로 간주된다.

## 이슬람교
꾸란에는 대마초에 대한 언급이 없다. 모든 주요 수니파 및 시아파 학자들은 대마초를 비유(키야스)로 캄르(중독성 물질/알코올 음료)와 유사하다고 간주하여 하람(금지된 것)으로 간주했다.
대마초를 금지로 간주하는 학자들은 예언자 모하메드가 알코올 음료에 대해 언급한 하디스를 인용한다: “많이 취하면 조금이라도 하람이다.” 그러나 초기 무슬림 법학자들은 대마초를 술과 구별했고, 알코올에 대한 제한에도 불구하고 대마초 사용은 18세기까지 이슬람 세계에서 널리 퍼져 있었다. 오늘날에도 대마초는 이슬람 세계의 많은 지역에서 여전히 소비되고 있으며, 특히 수피교 신비주의 운동의 종교적 맥락에서 소비되기도 한다.
수피 전통에서는 대마초의 발견을 12세기 수피교 지도자 자파르 샤라지(셰이크 헤이다르)의 공으로 돌린다. 다른 수피교도들은 그 기원을 외경에 나오는 키드르(“녹색인간”)에서 찾기도 한다.
일부 현대 이슬람 지도자들은 의료용 대마초는 허용되지만 기호용 대마초는 이슬람에서 허용되지 않는다고 말한다. 미국 미시간주 디어본 하이츠의 이맘 모하마드 엘라히는 이렇게 선언했다: "분명히 재미로 마리화나를 피우는 것은 잘못된 것이다... 의료 전문가가 처방한 의학적 질환에 대한 유일한 선택인 경우에만 허용되어야 한다."라고 말했다. 많은 이슬람 법학자들은 특히 의사가 질병 치료제로 처방한 경우 CBD 및 대마와 같은 무독성 대마초 제품을 허용하는 것으로 간주한다. 그러나 THC가 함유된 제품은 대마초의 향정신성 성분이므로 거의 보편적으로 허용되지 않는 것으로 간주된다.
파티마 왕조가 몰락한 후 등장한 니자리 시아파 군사 조직은 영어로 'Assassins(암살자)'로 알려져 있다. 이 이름은 '해시시 흡연자'라는 뜻의 아랍어 해시신에서 유래했는데, 이는 이들이 밀교 의식과 세뇌, 성공적인 살인을 축하하기 위해 해시시를 사용했다고 알려진 데서 유래했다. 그러나 역사학자들은 암살자들에 대한 이러한 주장이 어느 정도 사실인지에 대해 이의를 제기한다. 이러한 주장 중 일부는 암살자의 적들이 만들어낸 소문이나 꾸밈일 수도 있고 암살자 스스로가 자신들의 무시무시한 명성을 높이기 위해 퍼뜨린 것일 수도 있기 때문이죠. 다른 역사가들은 이러한 의식이 단순히 살인을 기리기 위한 축하 행사라기보다는 쓰러진 동료나 가족을 애도하기 위한 자기 방어의 한 형태였다고 주장하기도 한다.

## 유대교
현대의 랍비들은 대마초가 유대 율법에 따라 레크리에이션 또는 의학적 목적으로 허용되는지 여부에 대해 논쟁을 벌여 왔다. 정통 랍비 모셰 파인스타인은 1973년 대마초가 해로운 영향을 미치기 때문에 유대 율법에 따라 허용되지 않는다고 말했다. 그러나 정통파 랍비 에프라임 잘마노비치(2013)와 하임 카니에프스키(2016)는 기호용이 아닌 의료용 대마초는 코셔라고 말했다.
이 주장은 주류 학자들에 의해 변두리적이고 잘못된 이론으로 간주되지만, 일부 작가들은 대마초가 초기 유대교에서 의식적으로 사용되었을 수 있다는 이론을 세웠다. 술라 베네(1967)는 히브리어 성경에 다섯 번 언급된 식물 큐네 보셈 קְנֵה-בֹשֶׂם이 출애굽기의 r거룩한 기름 부음에 사용되었다고 주장했다, 사실 대마초였지만, 히브리어 사전과 성경의 식물 사전인 마이클 조하리(1985), 한스 아르네 옌센(2004), 제임스 A. 듀크(2010) 등의 저서에서는 대마초를 대마초로 표기하고 있다. Duke(2010)와 다른 사람들은 문제의 식물을 아코러스 칼라무스(창포) 또는 심보포곤 시트라투스로 식별한다.  2020년 당시 유다 왕국의 남쪽 국경에 있던 2700년 된 신전인 텔 아라드에서 진행된 연구에 따르면 한 제단에서 번제물에 여러 가지 대마초 화합물이 포함되어 있어 고대 유대교에서 대마초가 의식적으로 사용되었음을 알 수 있었다.

## 라스타파리

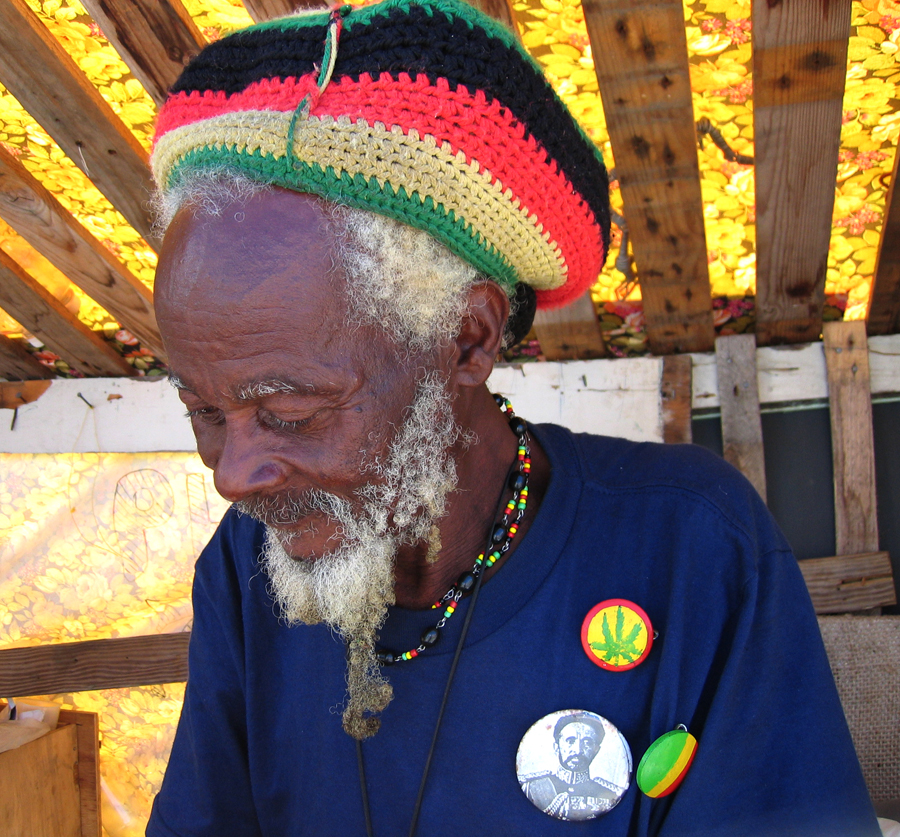
하일레 셀라시에가 새겨진 배지 위에 대마초 배지를 달고 있는 바베이도스의 라스타만.

라스타파리가 언제 처음으로 대마초를 신성시했는지 알 수 없지만, 1940년대 후반에 라스타파리가 레오나드 하웰의 피나클 커뮤니티에서 대마초 흡연과 관련이 있었다는 것은 분명하다. 라스타파리는 대마초를 성경에 언급된 생명나무와 같은 성스럽고 매우 유익한 식물로 여기며 요한계시록 22장 2절 “... 그 약초는 열방의 치유”를 인용한다. 대마초, 특히 성배라고 불리는 긴 줄기의 물파이프를 사용하는 것은 라스타파리가 라스타의 관점에 따라 회원들이 함께 모여 삶을 토론하는 '추론 세션'의 필수적인 부분이다. 그들은 대마초를 사용하면 신(야훼)에게 더 가까이 다가갈 수 있고, 사물의 진실을 더 명확하게 꿰뚫을 수 있다고 생각한다.
라스타파리가 되기 위해 대마초를 사용할 필요는 없지만, 많은 사람들이 신앙의 일부로 대마초를 정기적으로 사용하며 대마초 파이프는 피우기 전에 하일레 셀라시에 1세 황제에게 헌정된다. 워치맨 펠로우십에 따르면 "대마초는 자아, 우주, 신에 대한 새로운 이해의 열쇠이다. 그것은 우주 의식으로 가는 매개체이다." 대마초는 인간의 마음에서 부패한 것을 태운다고 믿어진다. 훈제 대마초의 재를 피부에 문지르는 것도 건강에 좋은 방법으로 여겨진다.

## 시크교

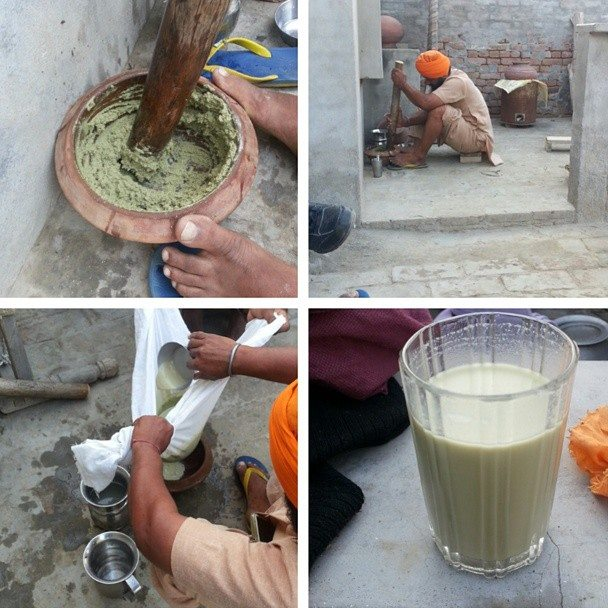
인도 펀잡의 시크교 마을에서 뱅을 만드는 과정.Marcus Prasad가 촬영한 사진

시크교에서는 최초의 시크교 구루인 구루 나나크가 의학적 목적 없이 마음을 변화시키는 물질을 사용하는 것은 신의 이름을 깨끗하게 유지하는 데 방해가 된다고 말했다. 시크교 경전인 레핫 마리아다에 따르면 “시크교도는 대마(대마초), 아편, 술, 담배, 즉 어떤 중독성 물질도 복용해서는 안 된다”고 한다. 오직 음식과 물만 일상적으로 섭취해야 한다."
그러나 시크교도들 사이에서는 종종 음료인 방(bhang) 형태로 식용대마를 사용하는 전통이 존재하며, 특히 니항(Nihang)으로 알려진 시크교 공동체에서 그렇는다.

## 도교
4세기경부터 도교 문헌에는 대마초를 향로에 사용하는 것이 언급되어 있다. 니덤은 (서기 570년경) 도교 백과사전인 우상비요(중국어: 無上秘要)(“최고의 비밀 필수품”)에 대마초가 의식용 향로에 첨가되었다는 내용을 인용하며 고대 도교도들이 '환각성 연기'를 체계적으로 실험했다고 주장했다. 갈홍(283~343)이 지은 원시상전중선기 元始上真眾仙記(원시상진선기)에는 이렇게 기록되어 있다:
도를 수련하기 시작하는 사람들은 산에 갈 필요가 없다. ... 정결한 향을 뿌리고 쓸고 닦는 사람들도 불멸자를 불러낼 수 있다. 위씨 부인과 촉나라의 추종자들이 바로 이런 부류이다.
웨이 화춘(중국어: 魏華存)(252~334)과 쉬미(중국어: 許謐)(303~376)가 도교 상청파를 창설했다. 상경 경전은 양희(중국어: 楊羲)(330~386년)가 신선들로부터 밤마다 계시를 받아 쓴 것으로 추정되며, 니덤은 양희가 “대마초의 도움을 거의 확실히 받았다”고 주장했다. 상경 정경에 대한 최초의 주석을 쓴 도교 약리학자 도홍경(456-536)이 쓴 명의별록(名醫別錄)(“유명한 의사의 보충 기록”)에는 "대마 씨앗(중국어: 麻勃)는 의학에서 거의 사용되지 않지만 마술사 기술자 (슈자 術家)는 인삼과 함께 섭취하면 미래의 사건에 대한 전자연적 지식을 얻을 수 있다고 말한다. " 서기 6세기 도교의 의학서인 오장경(五臟經, 중국어: 五臟經)에는 “악귀가 나타나게 하려면 대마 식물의 꽃차례를 끊임없이 먹어야 한다”고 기록되어 있다.
조셉 니덤은 “대마 아가씨” 마구에 대한 신화를 초기 도교의 대마초 종교적 사용과 연결하여, 마구는 산둥성의 신성한 태산의 여신으로 “도교 공동체에서 연회를 여는 날인 칠월 칠석에 대마초를 채취해야 했다”고 지적했다.

## 대마초를 사용하는 기타 종교 운동
지난 세기에는 대마초를 성례로 취급하는 다른 종교가 설립되었다. 여기에는 산토 다이메 교회, THC 사역, 칸테교, 대마초 총회, 인지 치료 교회(COCT 사역), 템플 420, 그린 페이스 미니스트리, 인지 교회, 우주 교회, 호놀룰루 자유 마리화나 교회, 플로리다 월드 와이드 최초의 대마초 교회, 칸테의 자유 생명 사역 교회, 높은 의식의 교회, 필라델피아 대마 및 대마초 사원, 논리와 이성의 첫 대마초 교회, 연방 면세 캘리포니아 팜스 스프링스의 전 사역 집단.
참된 내면의 빛의 사원은 대마초가 고전적인 환각제인 메스칼린, 실로시빈, LSD, DMT와 함께 신의 몸의 일부라고 믿는다. 인디애나주에서 종교 자유 회복법이 통과된 후 2015년에 First Church of Cannabis Inc.가 공식적으로 합법적인 인정을 받았다.  비영리 종교 단체인 Elevation Ministries는 2017년 4월 20일에 International Church of Cannabis(국제 대마 교회)라는 이름으로 덴버 본부를 개관했다.
Ram Dass와 같은 일부 현대 영적 인물들은 대마초를 사용하면 더 영적인 관점을 얻을 수 있으며 약효와 정신 변화 효과를 위해 이 약초를 자주 사용할 수 있다는 사실을 공개적으로 인정한다.
멕시코에서는 산타 무에르테(Santa Muerte) 숭배가 확산되고 있으며, 이들은 정화 의식에서 마리화나 연기를 정기적으로 사용하고 있으며, 마리화나는 종종 주류 가톨릭 의식에서 사용되는 향을 대신한다.

## 또한 보십시오
- 종교와 마약
- 차라스
- 엔테오제닉 약물과 고고학적 기록
- 자유 행사 조항
- 사상의 자유
- 마구(신)

## 메모
1. ↑  Letters from the Universal House of Justice to individual enquirers concerning this purpose are dated 19 September 2000, and 16 December 2008.

## 참고자료
1. ↑  Kuddus, Mohammed; Ginawi, Ibrahim A. M.; Al-Hazimi, Awdah (2013년 6월 24일). “Cannabis sativa: An ancient wild edible plant of India”. 《Emirates Journal of Food and Agriculture》 25 (10): 1. doi:10.9755/ejfa.v25i10.16400.
2. 1 2  “Is Weed Haram in Islam? - Halal Guidance”. 2021년 7월 29일. 2022년 5월 20일에 원본 문서에서 보존된 문서. 2022년 4월 27일에 확인함.
3. ↑  Ghiabi, Maziyar; Maarefvand, Masoomeh; Bahari, Hamed; Alavi, Zohreh (June 2018). “Islam and cannabis: Legalisation and religious debate in Iran”. 《The International Journal on Drug Policy》 56: 121–127. doi:10.1016/j.drugpo.2018.03.009. PMC 6153265. PMID 29635140.
4. ↑  Thomas, Charles (2007). 〈12. How in God's Name Do We Reform Our Marijuana Laws?〉.   Earleywine, Mitch. 《Pot Politics: Marijuana and the Costs of Prohibition》 (영어). USA: Oxford University Press. 229쪽. ISBN 978-0195188028. 2023년 5월 16일에 확인함.
5. ↑  Bardinet, Thierry. "The Medical Papyri of Pharaonic Egypt". Fayard (April 5, 1995), part II: Full translation and commentary.
6. ↑  Booth, Martin (2005). 〈OUT OF THE LAND OF MULBERRY AND HEMP〉. 《Cannabis: A History》. Macmillan. 28쪽. ISBN 0312424949.
7. ↑  Ellens, J. Harold (2014). 《Seeking the Sacred with Psychoactive Substances: Chemical Paths to Spirituality and to God》. ABC-CLIO. 77쪽. ISBN 978-1440830884.
8. ↑  Warf, Barney (2014년 10월 1일). “High Points: An Historical Geography of Cannabis”. 《Geographical Review》 104 (4): 414–438. Bibcode:2014GeoRv.104..414W. doi:10.1111/j.1931-0846.2014.12038.x. S2CID 143779072.
9. 1 2  Macauley, G.C.; Lateiner, Donald (2004). 《The Histories: Herodotus》. Barnes and Noble Books. 219–220쪽.
10. ↑  “네펜테”.
11. ↑  Pilcher, Tim (2005). 《Spliffs 3: The Last Word in Cannabis Culture?》. Collins & Brown Publishers. 34쪽. ISBN 978-1-84340-310-4.
12. ↑  Vindheim, Jan Bojer. “The History of Hemp in Norway”. 《The Journal of Industrial Hemp》. International Hemp Association. 2009년 3월 26일에 원본 문서에서 보존된 문서. 2009년 4월 10일에 확인함.
13. ↑  Beek, Lucien van (2009). 《Etymological dictionary of Greek》. Leiden. ISBN 978-90-04-17418-4. OCLC 435918287.
14. ↑  Khali Akhtar Khavari; Teresa McCray Harmon (1982). “The Relationship between the Degree of Professed Religious Belief and Use of Drugs”. 《International Journal of the Addictions》 17 (5): 847–857. doi:10.3109/10826088209056331. PMID 7129700.
15. ↑  Smith, Peter (2000). 〈law〉. 《A concise encyclopedia of the Bahá'í Faith》. Oxford: Oneworld Publications. 223–225쪽. ISBN 978-1-85168-184-6.
16. ↑  Udo Schaefer (1997). 〈`Abdu'l-Bahá's judgement〉. 《In a blue haze, smoking and Baháʼí ethics》 Translat frome original German language: Eische Aspekte des Rauchens. Ein Beitrag zur Baháʼí-Eik publish by Baháʼí Verlag, Hofheim 21993 by Michael H. Machado a Dr. Craig Volker.판. Zero Palm Press. ISBN 978-80-901201-5-0. 2009년 8월 31일에 원본 문서에서 보존된 문서. 2017년 4월 29일에 확인함.
17. ↑  Yin-Shun, Venerable (1998).  Wing H. Yeung, M.D., 편집. 《The Way to Buddhahood: Instructions from a Modern Chinese Master》. Wisdom Publications. 86–87쪽. ISBN 978-0-231-11286-4.
18. ↑  Stablein WG. The Mahākālatantra: A Theory of Ritual Blessings and Tantric Medicine. Doctoral Dissertation, Columbia University. 1976. p 21-2,80,255-6,36,286,5.
19. ↑  “다섯 번째 계율: 취하게 하는 음식을 삼가라”.
20. ↑  Fields, Rick (2013년 10월 17일). “A High History of Buddhism”. 《Tricycle: The Buddhist Review》. 2021년 2월 19일에 원본 문서에서 보존된 문서. 2021년 2월 16일에 확인함.
21. ↑  “HOW DO BUDDHISTS VIEW MEDICAL MARIJUANA? - the Cannabis Chapel”. 2021년 1월 23일에 원본 문서에서 보존된 문서. 2021년 2월 16일에 확인함.
22. ↑  “Pew Research Center”.
23. ↑  Bindrim, Kira (2014년 6월 20일). “Pope Francis Speaks Out Against Legalization of Marijuana and Other Drugs”. 《Newsweek》. 2018년 9월 14일에 원본 문서에서 보존된 문서. 2018년 9월 19일에 확인함.
24. ↑  “Catechism of the Catholic Church”. Libreria Editrice Vaticana. 2018년 5월 27일에 원본 문서에서 보존된 문서. 2018년 5월 18일에 확인함.
25. ↑  “Fighting Georgia's draconian anti-drug law”. 《New Eastern Europe - A bimonthly news magazine dedicated to Central and Eastern European affairs》 (영국 영어). 2017년 2월 23일. 2019년 5월 2일에 원본 문서에서 보존된 문서. 2019년 5월 2일에 확인함.
26. ↑  Tom Strode (2016년 11월 4일). “Marijuana legalization on 9 state ballots”. Bpnews.net. 2017년 3월 6일에 원본 문서에서 보존된 문서. 2017년 3월 6일에 확인함.
27. ↑  “The Guardian Newspaper | News”. 2017년 11월 4일에 원본 문서에서 보존된 문서. 2017년 11월 4일에 확인함.
28. ↑  “Alcohol, Tobacco & Drugs”. 《ag.org》. Assemblies of God USA. 2017년 4월 11일에 원본 문서에서 보존된 문서. 2017년 4월 10일에 확인함.
29. ↑  Bosch, Torie (2007년 3월 20일). “What do Christian groups think about marijuana?”. 《Slate》. 2017년 3월 6일에 원본 문서에서 보존된 문서. 2017년 3월 6일에 확인함.
30. ↑  West, Camille (2016년 10월 14일). “First Presidency Asks Members to Oppose Recreational Marijuana, Assisted Suicide”. 《churchofjesuschrist.org》 (Intellectual Reserve, Inc.). 2020년 6월 23일에 원본 문서에서 보존된 문서. 2018년 9월 19일에 확인함.
31. ↑  “Church Urges 'Cautious Approach' on Medical Marijuana Issue in Utah”. 《MormonNewsroom.org》 (보도 자료). Intellectual Reserve, Inc. 2016년 2월 12일. 2019년 6월 29일에 원본 문서에서 보존된 문서. 2018년 9월 19일에 확인함.
32. ↑  《Report of the Indian Hemp Drugs Commission》. Simla, India: Government Central Printing House. 1894. 2007년 2월 27일에 원본 문서에서 보존된 문서. 2006년 6월 30일에 확인함. Chapter IX: Social and Religious Customs.
33. ↑  “The History of the Intoxicant Use of Marijuana”. National Commission of Marijuana and Drug Abuse. 2005년 8월 13일에 원본 문서에서 보존된 문서.
34. ↑  “Did you know 'bhang' is served as prasad in Varanasi on Maha Shivratri?”. 《Zee News》 (영어). 2020년 2월 19일. 2021년 6월 24일에 원본 문서에서 보존된 문서. 2021년 6월 23일에 확인함.
35. ↑  Staelens, Stefanie (2015년 3월 10일). “The Bhang Lassi Is How Hindus Drink Themselves High for Shiva”. 《Vice.com》. 2017년 8월 11일에 원본 문서에서 보존된 문서. 2017년 8월 10일에 확인함.
36. ↑  Acharya, Rabinarayan; Dhiman, Kartar; Ranade, Anagha; Naik, Raghavendra; Prajapati, Shashikant; Lale, Sanjeev (2015년 9월 11일). “Vijaya (Cannabis sativa Linn. ) and its therapeutic importance in Ayurveda; a review”. 《Journal of Drug Research in Ayurvedic Sciences》 1: 1–12.
37. ↑  “Indian Hemp Drugs Commission Report - Note on the Religion of Hemp”. 《www.druglibrary.org》. 2021년 5월 17일에 원본 문서에서 보존된 문서. 2021년 7월 31일에 확인함.
38. ↑  Abdul-Rahman, Muhammad Saed (2003). 《Islam: Questions and Answers - Pedagogy Education and Upbringing》. MSA Publication Limited. 123쪽. ISBN 978-1-86179-296-9.
39. ↑  Pakistan Narcotics Control Board, Colombo Plan Bureau (1975). 《First National Workshop on Prevention and Control of Drug Abuse in Pakistan 25–30 August 1975》. Rawalpindi: Workshop Report. 54쪽.
40. ↑  AD 25;5
41. ↑  Gabriel Nahas. 《HASHISH IN ISLAM 9TH TO 18TH CENTURY》. 2019년 11월 11일에 원본 문서에서 보존된 문서. 2019년 2월 12일에 확인함.
42. ↑  Mark S. Ferrara (2016년 10월 20일). 《Sacred Bliss: A Spiritual History of Cannabis》. Rowman & Littlefield Publishers. 45–쪽. ISBN 978-1-4422-7192-0.
43. ↑  Nick Jones (2013년 7월 29일). 《Spliffs: A Celebration of Cannibis Culture》. Pavilion Books. 36–쪽. ISBN 978-1-909396-32-6.[깨진 링크]
44. ↑  Michael Muhammad Knight (2009년 12월 10일). 《Journey to the End of Islam》. Soft Skull Press. 62–쪽. ISBN 978-1-59376-552-1.[깨진 링크]
45. ↑  Hijazi, Samer. “Marijuana: Arab Smokers, religious scholars weigh in”. Arabamericannews.com. 2017년 2월 14일에 원본 문서에서 보존된 문서. 2017년 2월 13일에 확인함.
46. ↑  Julian G. Jacobs (1993). 《Judaism looks at modern issues》. Aviva Press. ISBN 978-0-9511560-2-5.
47. ↑  Mitch Earleywine (2007). 《Pot Politics: Marijuana and the Costs of Prohibition》. Oxford University Press, USA. 218–쪽. ISBN 978-0-19-518802-8.
48. ↑  Fred Rosner (2001). 《Biomedical Ethics and Jewish Law》. KTAV Publishing House, Inc. 92–쪽. ISBN 978-0-88125-701-4.
49. ↑  Elsa Vulliamy (2016년 4월 22일). “Marijuana is kosher for Passover, leading rabbi rules”. 《The Independent》. 2017년 2월 13일에 원본 문서에서 보존된 문서. 2017년 2월 13일에 확인함.
50. ↑  M. D. Merlin Archaeological Evidence for the Tradition of Psychoactive Plant Use in the Old World - University of Hawaii 보관됨 2017-09-03 - 웨이백 머신 "23 May 2011 - ".. Judaism (Dure 2001; Merkur 2000), and Christianity (Allegro 1970; Ruck et al. 2001). Although this hypothesis and some of the specific case studies (e.g., Allegro 1970) have been widely dismissed as erroneous, others continue"
51. ↑  Rowan Robinson, The Great Book of Hemp, Health & Fitness, 1995, pag. 89
52. ↑  Lytton J. Musselman Figs, dates, laurel, and myrrh: plants of the Bible and the Quran 2007 p73
53. ↑  “'Cannabis burned during worship' by ancient Israelites - study”. 《BBC News》. 2020년 5월 29일. 2020년 5월 29일에 원본 문서에서 보존된 문서. 2020년 5월 29일에 확인함.
54. ↑  Cermak, Timmen (2022). 《Marijuana on My Mind》. Cambridge University Press.
55. ↑  Branch, Rick (2000), “Rastafarianism”, 《Profiles》, 2006년 4월 23일에 원본 문서에서 보존된 문서, 2006년 10월 16일에 확인함
56. ↑  《Dread, The Rastafarians of Jamaica》. 1974. ISBN 978-0-435-98650-6.
57. ↑  Khalsa, Sukhmandir. “What Does Gurbani Say About Marijuana Use (Bhang)?”. 《Learn Religions》 (영어). 2021년 1월 15일에 원본 문서에서 보존된 문서. 2020년 12월 16일에 확인함.
58. ↑  “The 'Sukhnidhaan' or 'Bhang' (cannabis)”. 《Amrit World》. 2008년 2월 28일. 2015년 11월 20일에 원본 문서에서 보존된 문서. 2015년 11월 19일에 확인함.
59. ↑  Pashaura Singh; Louis E. Fenech (March 2014). 《The Oxford Handbook of Sikh Studies》. OUP Oxford. 378–쪽. ISBN 978-0-19-969930-8.
60. ↑  Pashaura Singh; Michael Hawley (2012년 12월 7일). 《Re-imagining South Asian Religions: Essays in Honour of Professors Harold G. Coward and Ronald W. Neufeldt》. BRILL. 34–쪽. ISBN 978-90-04-24236-4.
61. ↑  Needham and Lu (1974), p. 150 보관됨 2023-04-20 - 웨이백 머신. From ancient Chinese fumigation techniques with "toxic smokes" for pests and "holy smokes" for demons, "what started as a 'smoking out' of undesirable things, changed now to a 'smoking in' of heavenly things into oneself."
62. ↑  Needham and Lu (1974), p. 152.
63. ↑  Needham and Lu (1974), p. 151 보관됨 2023-04-20 - 웨이백 머신.
64. ↑  Rudgley, Richard (1998). 《The Encyclopedia of Psychoactive Substances》. Little, Brown and Company. 2009년 3월 9일에 원본 문서에서 보존된 문서. 2009년 6월 16일에 확인함.
65. ↑  Joseph Needham, Ho Ping-Yu, and Lu Gwei-djen (1980). Science and Civilisation in China: Volume 5, Chemistry and Chemical Technology; Part 4, Spagyrical Discovery and Invention. Cambridge University Press, p. 213.
66. ↑  Needham, Joseph. 1974. Science and Civilisation in China: Volume 5, Chemistry and Chemical Technology; Part 2, Spagyrical Discovery and Invention: Magisteries of Gold and Immortality 보관됨 2023-04-20 - 웨이백 머신. Cambridge University Press, p. 152
67. ↑  “Hemp CBD Products”. 《The First Cannabis Church of Florida Worldwide》 (미국 영어). 2019년 1월 24일에 원본 문서에서 보존된 문서. 2019년 5월 2일에 확인함.
68. ↑  “inFormer Ministry”. 《www.informer.org》. 2012년 3월 3일에 원본 문서에서 보존된 문서. 2012년 1월 11일에 확인함.
69. ↑  “Rev. Dennis Erlich's inFormer Ministry Collective IRS 990-N registration form.”. 2014년 10월 6일에 원본 문서에서 보존된 문서. 2012년 1월 11일에 확인함.
70. ↑  “Temple of the True Inner Light”. 《psychede.tripod.com》. 2021년 12월 3일에 원본 문서에서 보존된 문서. 2021년 7월 31일에 확인함.
71. ↑  “First Church of Cannabis Approved After Passing of Indiana's New Religious Freedom Law”. 2015년 4월 2일. 2021년 7월 31일에 원본 문서에서 보존된 문서. 2021년 7월 31일에 확인함.
72. ↑  Pasquariello, Alex (2017년 4월 12일). “This new cannabis church pushes limits of Denver's social-use pot law”. 《The Cannabist》. 2019년 5월 2일에 원본 문서에서 보존된 문서. 2019년 5월 2일에 확인함.
73. ↑  Grenoble, Ryan (2017년 4월 13일). “International Church Of Cannabis Prepares For Opening Day”. 《HuffPost》 (영어). 2019년 5월 2일에 원본 문서에서 보존된 문서. 2019년 5월 2일에 확인함.
74. ↑  “Ram Dass: Longtime Spiritual Leader, Opponent of the 'War on Drugs'”. 2004년 3월 8일. 2008년 9월 20일에 원본 문서에서 보존된 문서.
75. ↑  “Only on 9: The Dark Religion of the Santa Muerte | KTSM News Channel 9”. Ktsm.com. 2009년 3월 26일. 2011년 7월 13일에 원본 문서에서 보존된 문서. 2011년 4월 20일에 확인함.

## 추가 읽기
- Shields, Rev. Dennis (1995). The Holy Herb. Source: “The Religion of Jesus Church - The Holy Herb”. Hialoha.com. 2011년 7월 11일에 원본 문서에서 보존된 문서. 2011년 4월 20일에 확인함.
- Bennett, Chris, "Cannabis and the Soma Solution", (Trineday, 2010) ISBN 0984185801
- Bennett, Chris; McQueen, Neil, "Sex, Drugs, Violence and the Bible" (Forbidden Fruit Publishing.com) ISBN 1550567985
- Bennett, Chris; Lynn Osburn & Judy Osburn (1995). Green Gold the Tree of Life: Marijuana in Magic & Religion. CA: Access Unlimited. ISBN 0-9629872-2-0
- Jackson, Simon (2007). ' 'Cannabis & Meditation - An Explorer's Guide'. Headstuff Books. ISBN 978-0-9553853-1-5. Second Edition (2009) ISBN 978-0-9553853-4-6